# المؤسسة الوطنية للنفط (ليبيا)
المؤسسة الوطنية للنفط هي مؤسسة وطنية للنفط تملكها الدولة الليبية وهي تابعة لوزارة النفط والغاز ومقرها الرئيسي في طرابلس وفق قرار اتخذته الحكومة الليبية في مايو 2013، تأسست في العام 1970 بموجب القانون رقم 24 لعام 1970 لتحل محل المؤسسة الليبية العامة للبترول. وهي المؤسسة الوحيدة التي تدير شؤون إنتاج وتكرير وتصدير النفط في ليبيا، إضافة مع عدد من الشركات المتفرعة عنها. والتي تمثل مجتمعة إدارة ما يزيد عن نصف إنتاج النفط في البلاد. كما تتحكم في أسعار المنتجات النفطية داخل ليبيا وتتحكم في إجراء المفاوضات ومنح رخص التنقيب والإنتاج النفطي في ليبيا.
وتعتبر شركة الواحة للنفط ومقرها طرابلس أكبر شركات المؤسسة وهي متخصصة في شؤون التنقيب والإنتاج. تليها شركة الخليج العربي للنفط ومقرها بنغازي، تليهما شركتي الزويتينة وسرت النفطيتين.
كما تعتبر شركة البريقة لتسويق النفط من كبريات الشركات النفطية التابعة للمؤسسة الوطنية للنفط ويتركز نشاط الشركة في بيع المنتجات النفطية بكامل المدن الليبية.

## رئيس مجلس الإدارة
مسعود سليمان موسى هو من يشغل منصب رئيس مجلس إدارة المؤسسة الوطنية للنفط في ليبيا منذ يناير 2025، خلفًا لـفرحات بن قدارة، وُلِد في مدينة أجدابيا، وتخرج من جامعة النجم الساطع في البريقة بتخصص هندسة النفط.

## الشركات التابعة
- شركة زلاف ليبيا لإنتاج واستكشاف النفط.
- شركة مليتة لإنتاج وتصنيع النفط والغاز
- شركة أكاكوس للعمليات النفطية
- شركة الخليج العربي للنفط
- شركة سرت للنفط
- شركة الواحة للنفط
- شركة الزويتينة للنفط
- شركة البريقة لتسويق النفط
- شركة الزاوية لتكرير النفط
- شركة رأس لأنوف لتصنيع النفط والغاز
- الهروج للعمليات النفطية
- شركة السرير للعمليات النفطية

## وصلات خارجية
- المؤسسة الوطنية للنفط - الموقع الرسمي